# Chena (distrikt)
Chena är ett distrikt i Etiopien. Det ligger i den sydvästra delen av landet, 400 km sydväst om huvudstaden Addis Abeba.